# 女相続人のさけび
『女相続人のさけび』（おんなそうぞくにんのさけび）は、1984年にテレビ朝日系「土曜ワイド劇場」で放送されたテレビドラマ。主演は片平なぎさ。
2003年には、同枠で一路真輝主演のリメイク版が放送された。

## キャスト
- 林景子（主婦） - 片平なぎさ
- 竹田亜紀（竹田総合病院女医） - 浅茅陽子
- 林幸雄（景子の夫・会社員） - 北見敏之
- 竹田（亜紀の兄） - 西岡徳馬
- 竹田大作（公子の父・竹田総合病院院長） - 内田朝雄
- 中西（竹田総合病院脳外科医） - 中山仁
- 下條正巳、有馬昌彦、加藤治子、江崎和代、加藤陽子、青木和代、佐々木みどり、龍居由佳里、佐伯光子、中平哲仟、丸岡奨詞、山崎健二、荻原賢三、浜口竜哉、日活芸術学院

## スタッフ
- 原作 - カトリーヌ・アルレー『死体銀行』
- 脚本 - 佐治乾、伴一彦
- 監督 - 井上芳夫
- 音楽 - 菅野光亮
- 制作 - テレビ朝日、日活撮影所